# Torasemid
Torasemid (rINN) ili torsemid (USAN) je piridin-sulfonilurejni tip diuretika koji se uglavnom koristi za kontrolisanje otoka uzrokovanih kongestivnim zatajenjem srca. On takođe koristu u niskim dozama za kontrolu hipertenzije.

## Spoljašnje veze
|  | Molimo Vas, obratite pažnju na važno upozorenje u vezi sa temama iz oblasti medicine (zdravlja). |